# Nenet
Nenet (auch niut, naut) bezeichnet in der ägyptischen Mythologie und Astronomie den Ort des Sonnenaufgangs beziehungsweise den neu entstehenden Himmel des Lichtglanzes. Die zugehörige Himmelsgottheit Nenet ist seit dem Alten Reich belegt.

## Hintergrund
Ursprünglich bezog sich diese Bezeichnung auf die Unterscheidung in der Duat zwischen dem oberen Dach des Himmelsgewölbes (Tempeldach) und dem unteren Himmel, dem in der Duat befindlichen Aufenthaltsort der gerechtfertigten Ahnengeister sowie der Chatiu-Dämonen. Der Vergleich des nenet-Himmels fand mythologisch auf die Vereinigung von Hathor mit Re Anwendung: „Damit sie sich vereinige mit der Sonnenscheibe ihres Vaters Re am nenet-Himmel, am großen Fest des Neujahrs“. Insbesondere erfolgte eine Gleichsetzung mit dem Tempeldach als Geburtsort des Himmels und Vereinigungsort von Hathor mit Re.
Im Opferspruch des Horsemataui wird ebenfalls die Verbindung zum Sonnengott Re hervorgehoben: „Es erstrahlt Re. Erwachsen aus dem Nun zum nenet-Himmel“. Im Tempel von Edfu verweist eine Inschrift auf Behdeti als „Lichtbringer“ im Sanktuar: „Welcher aus dem Nun aufsteigt, das Erstrahlen zum nenet-Himmel erhebt“.

## Totenfest des Sonnenauges
In der ägyptischen Mythologie werden die Trägerinnen vom Auge des Re auch als Tochter des Re bezeichnet. Bekannteste Töchter des Re sind Hathor, Sopdet, Sachmet, Bastet, Tefnut und Isis. Im weiteren Verlauf erfuhr besonders Hathor als Trägerin vom Auge des Re große Verehrung. In den wichtigsten Tempeln von Ägypten trugen die Priester am 17. Peret I ihre Goldstatue auf das Dach, damit sie zu Re aufschauen konnte. Archäologen konnten zahlreiche Dachkapellen, ähnlich der Kapelle des Hathor-Festes in Dendera, nachweisen. Über den genauen Ablauf des Festes liegen bislang keine gesicherten Erkenntnisse vor.
Spätestens in der griechisch-römischen Zeit verschmolz der nenet-Himmel als Ort des Sonnenaufgangs beziehungsweise „unterer Himmel“ mit dem Oberbegriff Duat, der als Jenseitsbezeichnung sowohl die Orte des Sonnenauf- und Sonnenuntergangs beinhaltete.